# Otto Kroy

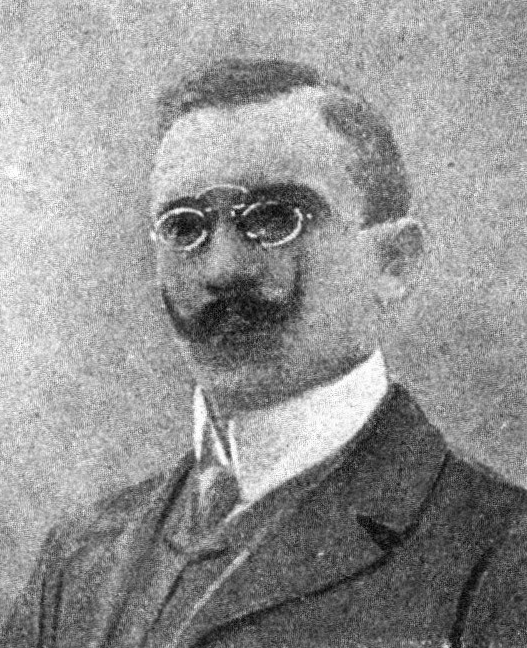
Otto Kroy (vor 1908)

Otto Kroy (* 16. November 1874 in Libochowan, Bezirk Leitmeritz, Böhmen; † 16. November 1937 in Wien) war ein böhmisch-österreichischer Eisenbahnbeamter, deutschnationaler Gewerkschaftsfunktionär und Politiker (Deutschradikale Partei). Er war von 1907 bis 1918 Abgeordneter zum österreichischen Reichsrat und 1918/19 Mitglied der Provisorischen Nationalversammlung für Deutschösterreich.

## Leben
Kroy war der Sohn eines Schusters. Nach dem Besuch des Gymnasiums in Leitmeritz wurde er Eisenbahnbeamter, bis 1907 war er als Oberrevident der Aussig-Teplitzer Eisenbahn in Schreckenstein bei Aussig tätig. Dann wechselte er als Inspektor zur Salzburger Eisenbahn- und Tramwaygesellschaft und 1909 als Oberrevident zur Nordwestbahn, ließ sich aber schon seit 1907 für seine Abgeordnetentätigkeit beurlauben. 
Neben diesem Hauptberuf engagierte er sich in der deutschnationalen Eisenbahnergewerkschaft: Von 1903 bis 1907 war er Obmann des Deutschen Rechtsschutz- und Gewerkvereins für Österreich und ab 1905 Erster Vorsitzender des Reichsbundes deutscher Eisenbahner in Österreich sowie Redakteur des Organs „Der deutsche Eisenbahner“. 1908 wurde er Obmann der Zentralkommission deutscher Arbeitnehmerverbände Österreichs.
Kroy trat bei der Reichsratswahl 1907 für die Deutschradikale Partei im nordböhmischen Wahlbezirk Oberleutensdorf–Görkau–Eidlitz (Böhmen 85) an und erzielte im ersten Wahlgang mit 36 Prozent der Stimmen die relative Mehrheit. In der Stichwahl setzte er sich schließlich mit rund 53 Prozent gegen den Sozialdemokraten Franz Ebert durch. Er gehörte in der Folge dem Eisenbahnausschuss sowie dem Sozialversicherungsausschuss an.
Bei der Reichsratswahl 1911 konnte Kroy seinen Sitz erfolgreich verteidigen. Er kam im ersten Wahlgang auf 44 Prozent der Stimmen und konnte sich in der Stichwahl mit rund 53 Prozent gegen den Kandidaten der Sozialdemokraten durchsetzen. Kroy gehörte nach dem Zusammenbruch der Habsburgermonarchie zwischen 1918 und 1919 der Provisorischen Nationalversammlung an, wobei er als Mitglied der Deutschradikalen Partei dem Verband der deutschnationalen Parteien (DnP) angehörte.
Nachdem Österreich die deutschsprachigen Gebiete Böhmens und Mährens (und damit auch Kroys Heimatregion) im Vertrag von Saint-Germain 1919 an die neugegründete Tschechoslowakei abtreten musste, blieb er in Wien und arbeitete wieder in der Eisenbahnverwaltung. Er war zunächst dem Staatsamt bzw. Bundesministerium für Verkehrswesen zugeteilt, ab 1923 war er als Inspektor bei den Österreichischen Bundesbahnen in Wien tätig. Nachdem er 1925 zum Regierungsrat befördert worden war, trat er 1930 in den Ruhestand.
Kroy wurde am 20. November 1937 auf dem Wiener Zentralfriedhof (Gruppe 3, Reihe 10, Nummer 31) bestattet.